# Postulat anonimowości
Postulat anonimowości – jedno z kryteriów opisujących metody głosowania (lub innej procedury decyzji) w teorii wyboru społecznego, wymagający równego traktowania wszystkich głosów. Anonimowość jest gwarantowana przez tajność głosowania, ale jawne procedury również mogą spełniać ten postulat.

## Historia
McLean i in. utożsamiają jeden z fragmentów tekstu Bordy z warunkiem anonimowości. Kryterium było wykorzystywane, według Fishburna, „co najmniej od czasu” twierdzenia Maya z 1952, w którym wystąpiło pod współczesną nazwą. Wpływowy tekst Maya przedstawił „anonimowość” jako jeden z kilku zdroworozsądkowych postulatów, które powinny zwykle spełniać funkcje wyboru społecznego (np. mechanizmy głosowania).

## Opis
Termin „anonimowość” nie dotyczy tajności, lecz równości, egalitarności lub symetryczności głosów – stąd w literaturze używano czasem tych odmiennych określeń. Kryterium jest spełnione, jeśli żaden z głosów nie jest z dowolnego powodu a priori traktowany wyjątkowo. Fishburn utożsamił sens postulatu z doktryną „jedna osoba – jeden głos”.

### Opis formalny
Anonimowość jest definiowana jako niezależność wyników głosowania od kolejności wektora lub zbioru preferencji indywidualnych. W notacji używanej przez Hamana, funkcja wyboru społecznego {\displaystyle w(\Re ,B)} na profilu preferencji {\displaystyle \Re } i zbiorze alternatyw {\displaystyle B\in A,} przy {\displaystyle \Re '} oznaczającym dowolną permutację {\displaystyle \Re ,} jest anonimowa wtedy i tylko wtedy, gdy te same elementy {\displaystyle z} znajdują się w zbiorze zwycięzców jeśli zbiór {\displaystyle \Re } zostanie zastąpiony {\displaystyle \Re '}:
{\displaystyle \forall B,\forall z\in A:z\in w(\Re ,B)\equiv z\in w(\Re ',B).}